# Achi
L'achi est une langue maya parlée au Guatemala, dans les municipios de Cubulco, Rabinal, San Miguel Chicaj, Salamá et San Jerónimo, tous situés dans le département de Baja Verapaz. La langue est parlée par environ 58 000 Achis.

## Écriture
La langue, comme les autres langues mayas du Guatemala est dotée d'une écriture basée sur l'alphabet latin, dérivée, en partie, de l'orthographe espagnole.

## Phonologie
Les tableaux présent les phonèmes de l'achi, les voyelles et les consonnes. À gauche se trouve l'orthographe en usage.

### Voyelles
|         | Antérieure    | Centrale      | Postérieure   |
| ------- | ------------- | ------------- | ------------- |
| Fermée  | i [i] ii [iː] |               | u [u] uu [uː] |
| Moyenne | e [e] ee [eː] |               | o [o] oo [oː] |
| Ouverte |               | a [a] aa [aː] |               |

### Consonnes
|               |               | Bilabiale | Alvéolaire | Palatale  | Vélaire | Uvulaire | Pharyng. | Glottale |
| ------------- | ------------- | --------- | ---------- | --------- | ------- | -------- | -------- | -------- |
| Occlusives    | Sourdes       | p [p]     | t [t]      |           | k [k]   | q [q]    |          | ’ [ʔ]    |
| Occlusives    | Éjectives     |           | tʼ [tʼ]    |           | kʼ [kʼ] |          |          |          |
| Occlusives    | Implosives    | bʼ [ɓ]    |            |           |         |          |          |          |
| Fricatives    | Fricatives    |           | s [s]      | x [ʃ]     |         | j [χ]    | qʼ [ʕ]   |          |
| Affriquées    | Sourdes       |           | tz [t͡s]    | ch [t͡ʃ]   |         |          |          |          |
| Affriquées    | Éjectives     |           | tzʼ [t͡sʼ]  | chʼ [t͡ʃʼ] |         |          |          |          |
| Nasales       | Nasales       | m [m]     | n [n]      |           |         |          |          |          |
| Liquides      | Liquides      |           | l [l]      |           |         |          |          |          |
| Roulées       | Roulées       |           | r [r]      |           |         |          |          |          |
| Semi-voyelles | Semi-voyelles | w [w]     |            | y [j]     |         |          |          |          |